# Eolo (figlio di Poseidone)
Eolo  (in greco antico: Αἴολος?, Aíolos) è un personaggio della mitologia greca, il cui mito si confonde spesso con quello di un altro Eolo, figlio di Ippote.

## Genealogia
Figlio di Poseidone e di Arne, aveva un fratello gemello, Beoto.
Omero scrive che fu padre di sei maschi e sei femmine e che li fece sposare tra di loro. Igino ed Ovidio ne citano due, Macareo e Canace.

## Mitologia
Sua madre (Arne), non fu creduta dal padre quando gli confessò di essere rimasta incinta dal dio Poseidone e così il padre (un altro Eolo, il figlio di Elleno) la consegnò ad uno sconosciuto di nome Metaponto (che in quel periodo soggiornava nella loro città) e che si fece carico di portarla a Metaponto nella Magna Grecia. 

Così Eolo fu partorito a nella città di Metaponto assieme al gemello Beoto, ed i due bambini furono adottati da Metaponto che, essendo senza figli, accolse con favore il responso di un oracolo che gli consigliò di tenerli con sé. 
Cresciuti, i due gemelli approfittarono di una ribellione per impadronirsi del regno del padre adottivo con la forza ma tra la loro madre ed Autolita, moglie di Metaponto, ebbe luogo una lite che culminò con l'uccisione di Autolita da parte dei due fratelli. Così Metaponto scacciò i tre che furono portati in mare e dopo questo episodio i due gemelli si divisero.
Eolo prese possesso delle isole del Mar Tirreno che ora portano il suo nome (le Eolie) e fondò una città a cui diede il nome Lipari.
Beoto invece si diresse verso la terra del nonno (il padre di Arne).

### L'incesto e i latini
Mentre per i greci il matrimonio tra consanguinei era una cosa possibile, per gli autori romani l'incesto era vergognoso e scioccante.
Igino ed Ovidio infatti, presero spunto dai matrimoni tra i figli di Eolo per scrivere due poemi in cui i due fratelli, anziché essersi sposati per volere del padre, furono puniti dallo stesso per il loro rapporto incestuoso. Così
Macareo fu espulso dalla città , il neonato fu dato in pasto a cani feroci ed infine a Canace fu consegnata una spada con l'invito a suicidarsi.